# Hans Rohrbach
Hans Rohrbach (* 27. Februar 1903 in Berlin; † 19. Dezember 1993 in Bischofsheim an der Rhön) war ein deutscher Mathematiker. Über die Grenzen seines Fachs hinaus bekannt wurde er durch seine Vorträge und Veröffentlichungen zum Verhältnis zwischen Naturwissenschaft und christlichem Glauben.

## Leben
Hans Rohrbach war ein Sohn des Publizisten Paul Rohrbach und dessen Frau Clara geb. Müller. Nach dem Abitur 1921 studierte er an der Universität Berlin zwei Jahre Mathematik, Physik und Philosophie. 1923 ging er mit seinem Vater in die Vereinigten Staaten, um dort auf Einladung amerikanischer Universitäten Vorträge über deutsche Studenten zu halten. Von 1924 bis 1929 setzte er sein Studium in Berlin fort; 1927 bis 1929 war er Hilfsassistent, danach bis 1935 Assistent am Mathematischen Seminar. 1932 promovierte er bei Issai Schur mit einer Arbeit über Die Charaktere der binären Kongruenzgruppen mod p2 zum Dr. phil. Sein Spezialgebiet war die additive Zahlentheorie.
1936 ging Rohrbach als Oberassistent nach Göttingen, wo er sich 1937 habilitierte. 1941 wurde er außerordentlicher Professor, 1942 ordentlicher Professor an der Deutschen Universität in Prag. Rohrbach beantragte am 22. Juli 1937 die Aufnahme in die NSDAP und wurde rückwirkend zum 1. Mai desselben Jahres aufgenommen (Mitgliedsnummer 5.076.757). Er schloss sich auch der SA an, galt jedoch aufgrund seiner Freundschaft mit jüdischen Kollegen als nicht völlig zuverlässig. Während des Zweiten Weltkriegs war er im Dechiffrierdienst des Auswärtigen Amtes („Pers Z“, Sonderdienst Dahlem) mit der Entzifferung verschlüsselter Nachrichten befasst. Seiner Arbeitsgruppe gelang es unter anderem, die Codes der US-Botschaft in Bern zu brechen. Über die verwendeten Methoden schrieb Rohrbach im Auftrag der Alliierten einen Bericht, der 1948 in der Reihe FIAT Review of German Science erschien. Aus seiner Zeit als Kryptoanalytiker ist seine 1946 formulierte Aussage „Erst mit Erarbeitung sämtlicher zugehörigen Schlüssel wird die Lösung als beendet angesehen“ überliefert, die als Rohrbachs Forderung bekannt ist. Ferner stammt von ihm der Leitspruch „Bei der Beurteilung der kryptanalytischen Sicherheit eines Verfahrens sind Chiffrierfehler und andere Verstöße gegen die Chiffrierdisziplin mit einzubeziehen“, genannt Rohrbachs Maxime.

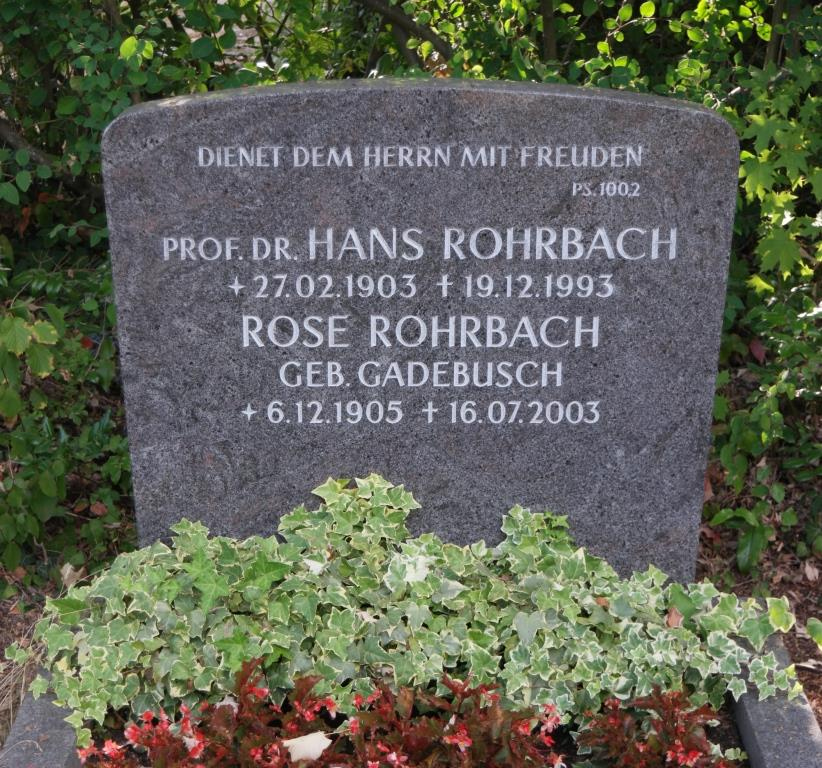
Grab von Hans Rohrbach auf dem Hauptfriedhof Mainz

Nach dem Krieg wandten sich Rohrbach und seine Frau Rose (geb. Gadebusch) dem christlichen Glauben zu. Rohrbach wurde 1. Vorsitzender der Studentenmission in Deutschland und engagierte sich in den folgenden Jahrzehnten besonders im Grenzbereich zwischen Naturwissenschaft und Theologie. Von 1951 bis zu seiner Emeritierung war er Ordinarius für Mathematik an der Universität Mainz, 1966/67 auch deren Rektor. Von 1952 bis 1977 gab er gemeinsam mit Helmut Hasse das Journal für die reine und angewandte Mathematik heraus, nachdem er Hasse schon seit 1934 bei der Herausgabe unterstützt hatte.
1977 zog das Ehepaar Rohrbach nach Bischofsheim an der Rhön, um an der Christlichen Tagungsstätte Hohe Rhön ein Referenten- und Seelsorgehaus aufzubauen (Rohrbach war auch über viele Jahre 1. Vorsitzender der Tagungsstätte). Einen Schwerpunkt ihrer Arbeit bildete die Betreuung okkult gebundener Menschen. Daneben veröffentlichte Rohrbach zahlreiche Bücher und Aufsätze zu naturwissenschaftlich-theologischen Themen.

## Veröffentlichungen (Auswahl)
- Die Charaktere der binären Kongruenzgruppen mod p2. Dissertation Friedrich-Wilhelms-Universität zu Berlin (= Sonderdruck aus Schriften des Mathematischen Seminars und des Instituts für angewandte Mathematik der Universität Berlin. Band 1, Heft 2, S. 33–94). B. G. Teubner, Leipzig 1932, DNB 365054186 (Göttinger Digitalisierungszentrum).
- Mathematische und maschinelle Methoden beim Chiffrieren und Dechiffrieren. In: ZAMM – Journal of Applied Mathematics and Mechanics / Zeitschrift für Angewandte Mathematik und Mechanik. Band 25, Nr. 5–6, 1947, ISSN 1521-4001, S. 139–140, doi:10.1002/zamm.19470250510.
- The Logogryph of Euler. In: Journal für die reine und angewandte Mathematik. Band 262/263, 1973, ISSN 0075-4102, S. 392–399 (DigiZeitschriften – Das deutsche digitale Zeitschriftenarchiv).
- Mathematical and Mechanical Methods in Cryptography. Sections A–D. In: Cryptologia. Band 2, Nr. 1, Januar 1978, ISSN 1558-1586, S. 20–37, doi:10.1080/0161-117891852767 (englisch, deutsch: Mathematische und Maschinelle Methoden beim Chiffrieren und Dechiffrieren. Übersetzt von Bradford Hardie, Erstausgabe: FIAT Review of German Science, Applied Mathematics, Part I, pp. 233–257, Wiesbaden  1948).
- Mathematical and Mechanical Methods in Cryptography. Sections E–F. In: Cryptologia. Band 2, Nr. 2, April 1978, ISSN 1558-1586, S. 101–121, doi:10.1080/0161-117891852848 (englisch, deutsch: Mathematische und Maschinelle Methoden beim Chiffrieren und Dechiffrieren. Übersetzt von Bradford Hardie, Erstausgabe: FIAT Review of German Science, Applied Mathematics, Part I, pp. 233–257, Wiesbaden  1948).
- Naturwissenschaft, Weltbild, Glaube. R. Brockhaus Verlag, Wuppertal 1967, 131990, ISBN 3-417-20117-9
- Mit dem Unsichtbaren leben: Unsichtbare Mächte und die Macht Jesu. R. Brockhaus Verlag, Wuppertal 1976.
- Unsichtbare Mächte und die Macht Jesu: Zur Seelsorge an belasteten Menschen. R. Brockhaus Verlag, Wuppertal 1985, ISBN 3-417-20370-8 41990.
- Das anstößige Glaubensbekenntnis: Ein Naturwissenschaftler zum christlichen Glaubensbekenntnis. Brunnen-Verlag, Gießen/Basel 1987.
- Die Faszination des Übersinnlichen. R. Brockhaus Verlag, Wuppertal/Zürich 1988.
- Schöpfung – Mythos oder Wahrheit? R. Brockhaus Verlag, Wuppertal/Zürich 1990.
- Wunder: Das Ungewöhnliche im Wirken Gottes. R. Brockhaus Verlag, Wuppertal/Zürich 1992.

Tonträger
- Professor Rohrbach erzählt aus seinem Leben und antwortet auf Fragen nach dem Verhältnis von Naturwissenschaft und Glauben (Reihe: Botschafter Gottes). Missionstrupp Frohe Botschaft, Großalmerode [1974].